# Strach a hnus v Las Vegas (film)
Strach a hnus v Las Vegas je americká komedie režiséra Terryho Gilliama z roku 1998 s herci Johnny Deppem, Cameron Diaz, Benicio del Torem či Tobey Maguirem podle stejnojmenné knihy Huntera S. Thompsona
Film pojednává o bláznivém výletu novináře Raoula Dukeho, kterého ztvárnil Johny Depp a jeho právníka doktora Gonza v podání Benicia Del Toro z Los Angeles do světoznámého města Las Vegas, plný kasín, hotelů a nočního života. Hlavním úkolem Raoula je navštívit a udělat reportáže ze závodů terénních motocyklů a zúčastnit se konference proti drogám v Las Vegas. Závislost hlavních aktérů na drogách a alkoholu se prolíná celým filmem. Následkem užívání drog, aktéři trpí různými halucinacemi, které jsou ve filmu živě zobrazeny.